# Marie-Angélique Duchemin
Marie-Angélique Duchemin Brûlon (nacida como Marie-Angélique Duchemin, el 20 de enero de 1772 en Dinan, en Bretaña y fallecida el 13 de julio de 1859 en París, fue una soldado francesa y la primera mujer condecorada con la Legión de Honor, el 15 de agosto de 1851.

## Biografía

### La juventud de Marie-Angélique Duchemin
Marie-Angélique Duchemin es la hija de un soldado profesional originario del Canal de la Mancha, que en 1757 se unió a los ejércitos de los reyes de Francia, Luis XV y luego Luis XVI. Su familia vivía en una guarnición, dependiendo de las misiones del brigadier Duchemin. Marie-Angélique es la mayor de cinco hijos. La familia se mudaba regularmente, y sus hermanos y hermanas nacieron en Longwy y Saint-Omer. Los niños crecieron a la sombra de la tropa, y los varones fueron incorporados a una edad temprana e inscritos en los registros del regimiento de su padre como hijos de la tropa. De niña, Marie-Angélique, por su parte, no tenía derecho a este "privilegio". Hija y hermana de soldados, es natural que se casara, a la edad de 17 años, con el cabo André Brûlon, también del regimiento de Limousin, el 9 de julio de 1789 en Ajaccio.  
En Córcega, el ejército revolucionario que se formó al seguido del empiezo de la Revolución francesa en el verano 1789, tuvo que enfrentarse a la revuelta de los independentistas que denunciaron la opresión francesa sobre este territorio, apoyados por los ingleses. Durante una escaramuza, el joven cabo Brûlon fue gravemente herido, murió el 30 de diciembre de 1791 en el hospital de Ajaccio. Marie-Angélique, viuda a los diecinueve años, ya era madre de una niña y esperaba su segundo hijo. No quiso dejar lo que siempre había sabido y decidió quedarse, con sus hijos, en el regimiento de su marido y se hizo soldado aunque los otros soldados no les parecían bien. Así, se unió al 42º Regimiento de Infantería de Línea. La infantería de línea era generalmente fusileros que tenían bayonetas y luchaban en línea. Tolerada, Marie-Angélique se convirtió rápidamente en cabo, a cargo de la administración, mientras se ocupaba de la educación de sus hijos.

### La mujer soldado
El 24 de mayo de 1794, defendió el Fort Gesco contra los rebeldes corsos y los ingleses. Fue herida en ambos brazos, pero fue a Calvi a buscar municiones para reacargar las armas puesto que los soldados comenzaban a necesitarlas y ha enrolado mujeres con ella para luchar con los soldados y deferder el Foro. Gracias a esta batalla, la viuda Brûlon se le permitió tomar un nombre de guerra : era Liberté. También se convirtió en sargento mayor gracias a su heroísmo a la precedente batalla.
Algún tiempo después de esta batalla, salvó la vida de un capitán. Participó en el asedio de Calvi donde fue gravemente herida por la metralla. Se reunió con su familia bajo las órdenes del General Bonaparte. A pesar de la enfermedad causada por su herida, continuó con su compromiso en 1796, esta vez en la administración del ejército italiano, que contaba con tropas francesas para ayudar en la unificación italiana bajo el apoyo del General Bonaparte. Durante esta campaña, su padre y dos hermanos murieron. 
El 14 de diciembre de 1798, a la edad de 26 años, fue una de las primeras mujeres aceptadas en los Inválidos que es un edificio que sirvió de residencia a los soldados y militares franceses retirados. Tan pronto como llegó, se ocupó de la tienda de ropa de la institución militar.

### Reconocimiento y homenaje
La única mujer soldado inválida estuvo presente en todas las ceremonias, y en cada visita oficial, la delegación se detuvo en su habitación de dos habitaciones en el pasillo de Bellegarde para saludarla. Pero la viuda Brûlon se negó a conocer a Napoleón I porque se negó a darle la Legión de Honor. Bajo la restauración, recibió la charretera de oficial, uniéndose así oficialmente al ejército francés. Luis XVIII lo decoró con la decoración del Lis que fue una distinción creada en 1814 por Monsieur, conde de Artois en nombre de su hermano Luis XVIII de Francia en favor de la Guardia Nacional de París que protegió al soberano. 
El 15 de agosto de 1851, recibió la Legión de Honor por Napoleón III, que durante tanto tiempo fue rechazada por Napoleón I. Marie-Angélique Duchemin, a la edad de 79 años, fue la primera mujer a recibir la Legión de Honor. En 1857, recibió la medalla de Santa Elena, que se concedió a todos los que lucharon entre 1792 y 1815. Marie-Angélique Brûlon terminó su vida en los Inválidos, rodeada de sus compañeros de armas y vestida con su uniforme, hasta su muerte el 13 de julio de 1859 a más de ochenta y siete años. Fue la primera oficial femenina reconocida oficialmente.